# Gallowglass

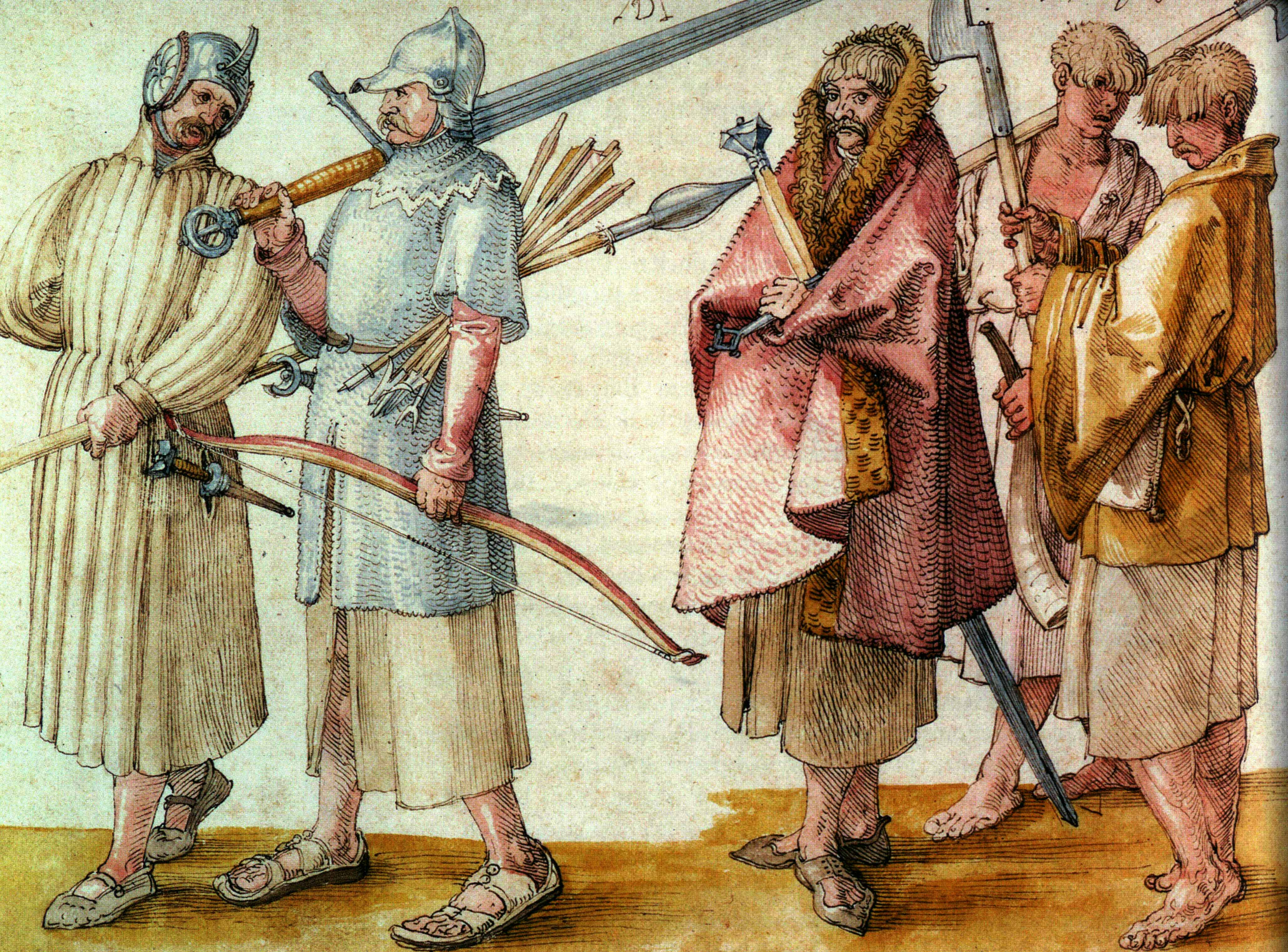
Guerriers Gallowglass (à gauche) et Kern (à droite) d'après Albrecht Dürer.

Les Gallowglass (de l'irlandais : gall óglaigh « soldat étrangers ») étaient une classe de guerriers mercenaires d'élite issus principalement des clans écossais des Gall Gàidheal.
Nombre d'entre eux se sont exilés en Irlande après avoir été du « mauvais côté » durant les guerres d'indépendance de l'Écosse. Les plus anciens et plus connus étant certainement le clan Sweeney, qui se sont mis au service de la dynastie O'Donnell (en) vers le début du XIVe siècle.